# Зелений Бор (Казахстан)
Зеле́ний Бор (каз. Зелёный Бор) — село у складі Бурабайського району Акмолинської області Казахстану. Адміністративний центр Зеленоборського сільського округу.
Населення — 2790 осіб (2021; 2670 у 2009, 3528 у 1999, 3350 у 1989).
Національний склад станом на 1989 рік:
- росіяни — 50 %.